# Bronson (Iowa)
Bronson è un comune degli Stati Uniti d'America, situato nello Stato dell'Iowa, nella contea di Woodbury.